# 시나노코쿠분지역
시나노코쿠분지역(일본어: 信濃国分寺駅, しなのこくぶんじえき)은 나가노현 우에다시 고쿠부에 위치한 시나노 철도 시나노 철도선의 역이다.

## 승강장
상대식 2면 2선 구조의 지상역이다. 양쪽 승강장은 가로다리로 이어져 있다.
| 1 | ■ 시나노 철도선 | (상행) | 고모로・가루이자와 방면 |
| 2 | ■ 시나노 철도선 | (하행) | 나가노 방면             |

## 역사
- 2002년 3월 29일: 시나노 철도에서 새 철도역을 설치함. 영업 개시.

## 역세권 정보
- 시나노코쿠분지 절
- 국도 제18호선

## 인접역
| 시나노 철도 ■ 시나노 철도선 | 시나노 철도 ■ 시나노 철도선 | 시나노 철도 ■ 시나노 철도선 |
| --------------------------- | --------------------------- | --------------------------- |
| 오야 가루이자와 방면        |                             | 우에다 나가노 방면          |